# Triplu X
xXx, pronounțat "Triplu X", este un film de acțiune american din 2002 regizat de Rob Cohen, cu participare lui Vin Diesel în rolul lui Xander Cage, un aventurier entuziast de sporturi extreme, cascador și spion rebel pentru National Security Agency, trimis în misiuni periculoase pentru infiltrarea în grupări potențial teroriste rusești din Europa Centrală. xXx îi mai are în distibuție pe Asia Argento, Samuel L. Jackson, și Marton Csokas.
Filmul a primit diverse recenzii dar a fost un succes financiar pentru studiouri, încasând 277.448.382 $ în lumea întreagă. El a fost urmat de un sequel în 2005, intitulat xXx: State of the Union (Triplu X - 2).

## Distribuție
- Vin Diesel în rolul lui Xander Cage
- Asia Argento în rolul lui Yelena
- Samuel L. Jackson în rolul lui Agent Augustus Gibbons
- Marton Csokas în rolul lui Yorgi
- Michael Roof în rolul lui Toby Lee Shavers
- Richy Müller în rolul lui Milan Sova
- Werner Daehn în rolul lui Kirill
- Petr Jákl în rolul lui Kolya
- Jan Pavel Filipensky în rolul lui Viktor
- Tom Everett în rolul lui Senator Dick Hotchkiss
- Danny Trejo în rolul lui El Jefe
- Thomas Ian Griffith în rolul lui Agent Jim McGrath
- Eve în rolul lui J.J.
- Leila Arcieri în rolul lui Jordan King
- William Hope în rolul lui Agent Roger Donnan